# Rocher de Dighton
Le rocher de Dighton (Dighton Rock) est un bloc erratique de pierre d'une quarantaine de tonnes qui se trouvait à l'origine dans le lit du fleuve Taunton, à Berkley (qui faisait autrefois partie de la ville de Dighton), dans le comté de Bristol (Massachusetts), aux États-Unis. Il est célèbre pour ses mystérieuses inscriptions, qui ont donné lieu à plusieurs hypothèses sur la découverte de l'Amérique du Nord.

## Description
Le rocher a été vraisemblablement déposé dans le lit du fleuve durant la dernière glaciation, il y a environ 13 000 ans. Il a la forme d'un bloc à six faces, d'environ 1,5 mètre de haut, 2,9 mètres de large et 3,4 mètres de long. Il est formé de grès cristallin gris-brun, d'une texture moyenne à grossière. La surface comportant les inscriptions mesure environ 3 mètres par 1,20 mètre ; elle est trapézoïdale et était inclinée à 70 degrés vers le nord-ouest.

## Origine des inscriptions
Pendant les trois derniers siècles, plusieurs hypothèses ont été formulées quant à l'origine des inscriptions. Cette origine peut être :
- amérindienne (probablement Algonquin, des inscriptions similaires ont été découvertes de la Pennsylvanie[1] au Maine[2]);
- phénicienne (proposée par le comte Antoine Court de Gebelin, 1781) ;
- viking (ou normande, proposée par Carl Christian Rafn, 1837) ;
- portugaise (inscriptions faites par Miguel Corte-Real, proposée par Edmund B. Delabarre en 1916[3]) ;
- chinoise (proposée par Gavin Menzies dans 1421: The Year China Discovered America).

L'hypothèse amérindienne est la plus vraisemblable, tous les artefacts archéologiques retrouvés à proximité du rocher étant d'origine amérindienne.

## Le parc et le musée
En 1952, la société historique Miguel-Corte-Real s'est portée acquéreur de 20 hectares à proximité du rocher afin d'y créer un parc. Elle en a été expropriée par le parlement du Massachusetts, qui y a créé un parc d'État. Ce parc (Dighton Rock State Park) comprend aujourd'hui 40 hectares.
Le rocher a été extrait du fleuve et repose maintenant dans un petit musée installé dans le parc.